# ردیف‌پنجره فوقانی

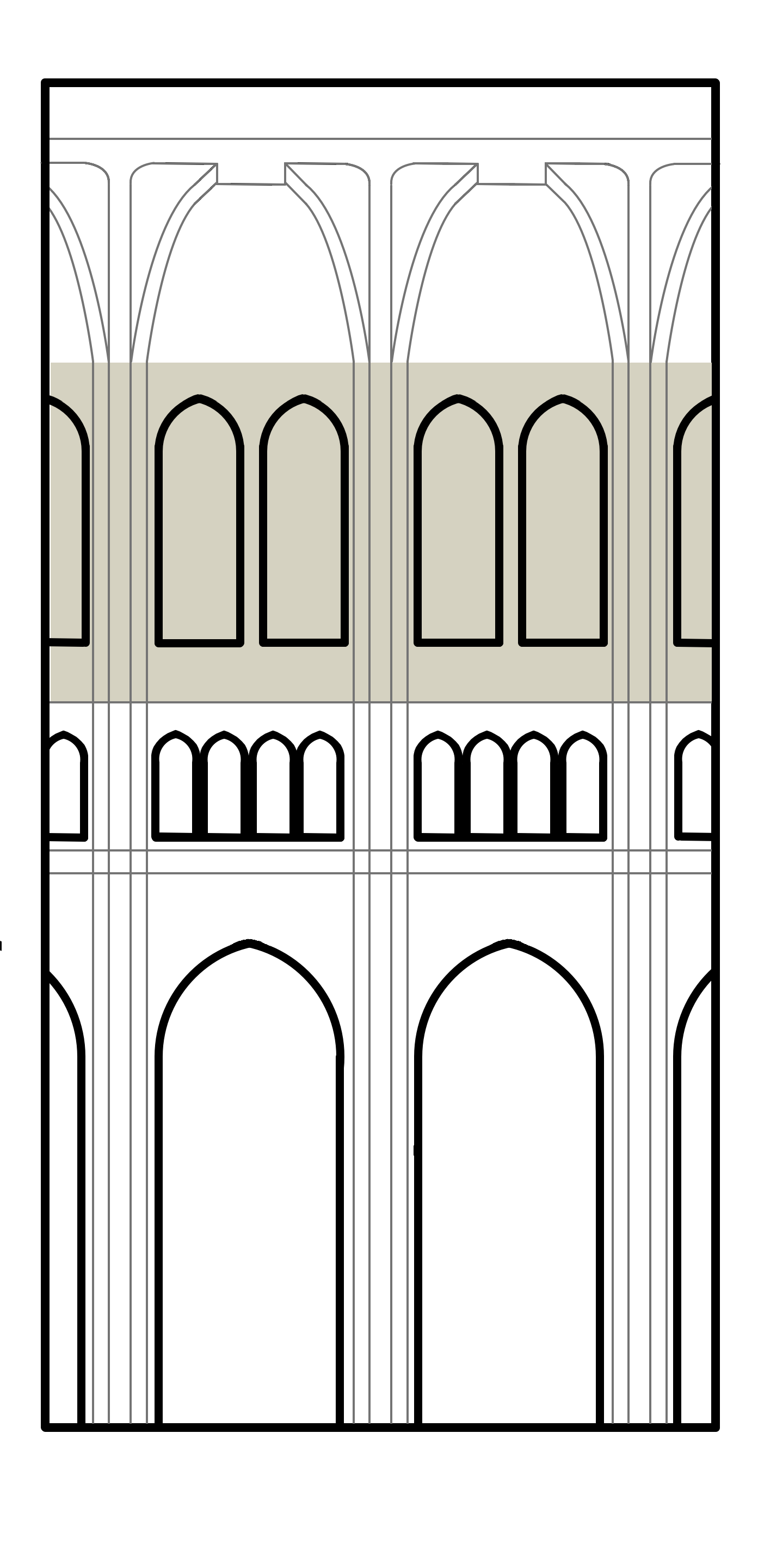
شکل هندسی ردیف‌پنجره فوقانی

ردیف‌پنجره فوقانی (انگلیسی: Clerestory) در معماری، بخش مرتفع‌تری از دیوار است که دارای پنجره‌هایی بالاتر و فراتر از سطح دیدگان (چشم‌ها) است. بسته به شرایط و موقعیت (مکان) سازه، ردیف‌پنجره فوقانی تکنیک و شیوه‌ای است که می‌تواند برای «پذیرش نور و هوای تازه (گاهی مواقع هر دو) به درون سازه» مورد استفاده قرار بگیرد. از چنین شیوه‌ای به وفور در کلیساهای ساخته شده به سبک گوتیک استفاده شده است.

## نگارخانه

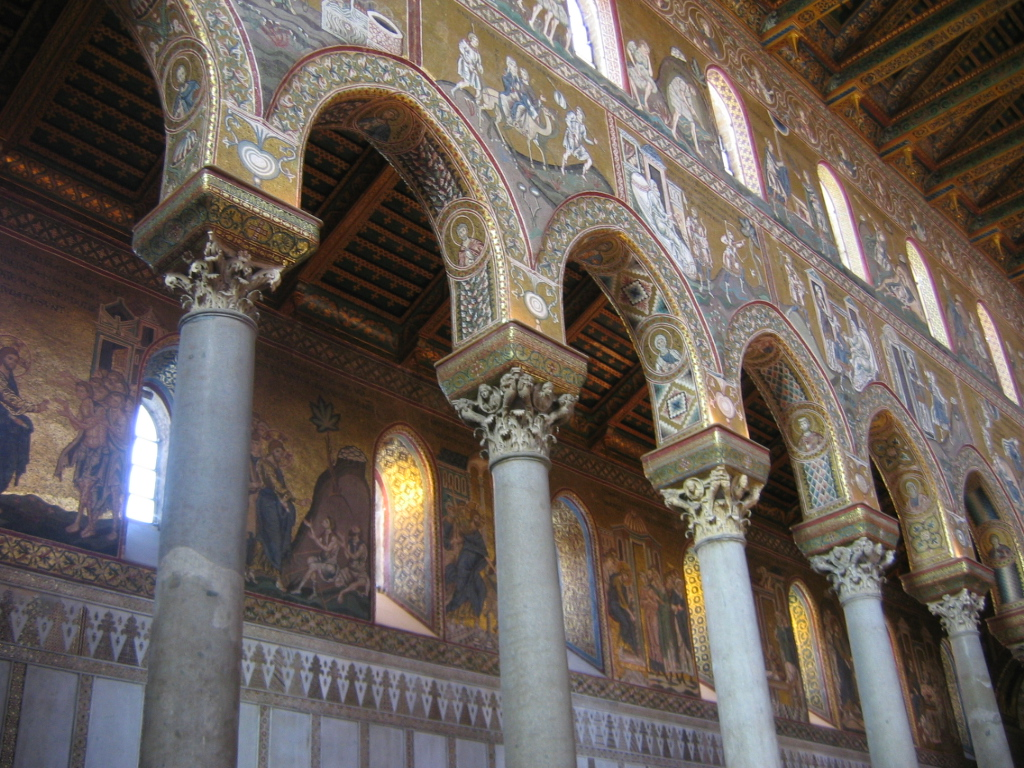
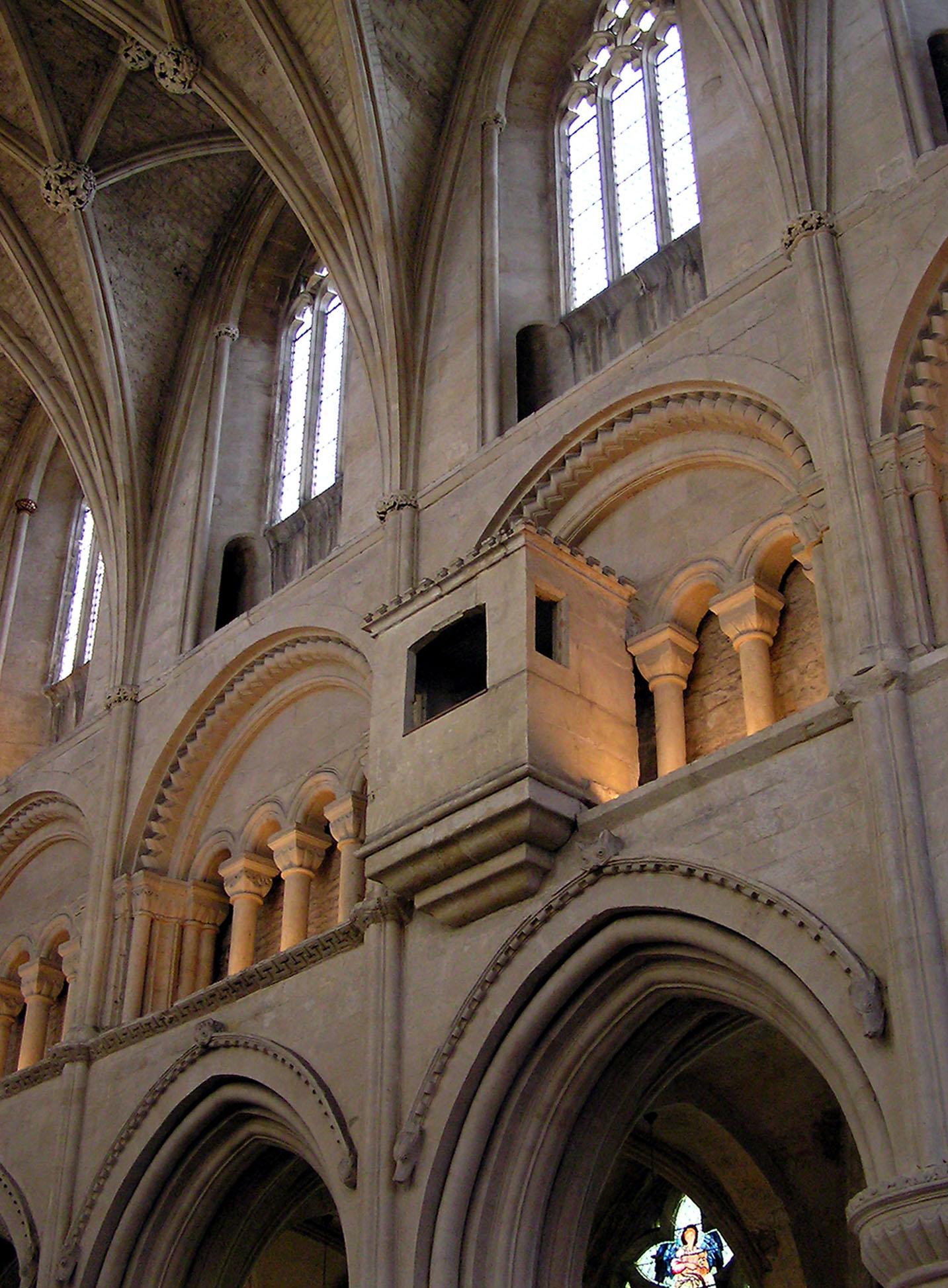
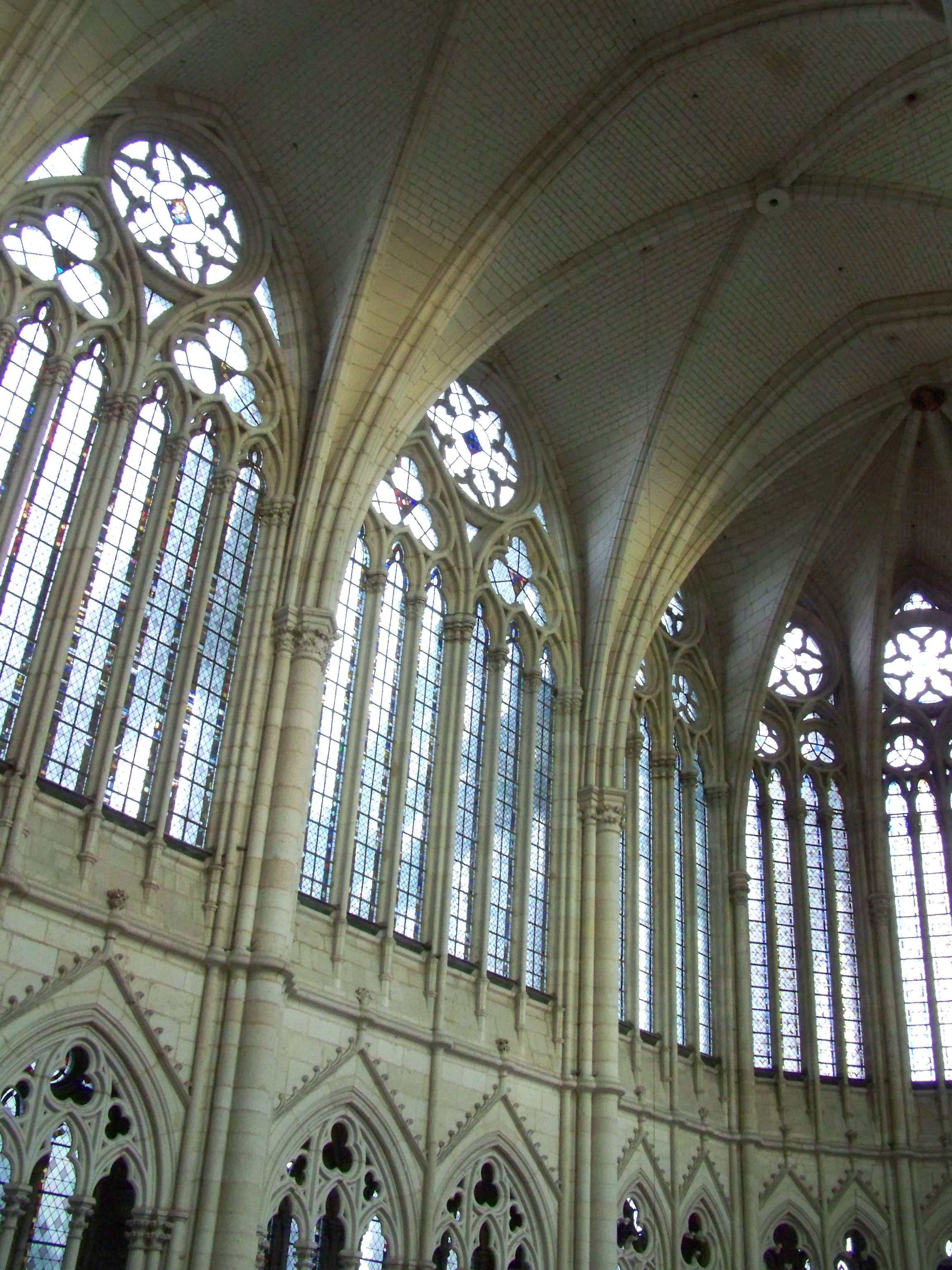
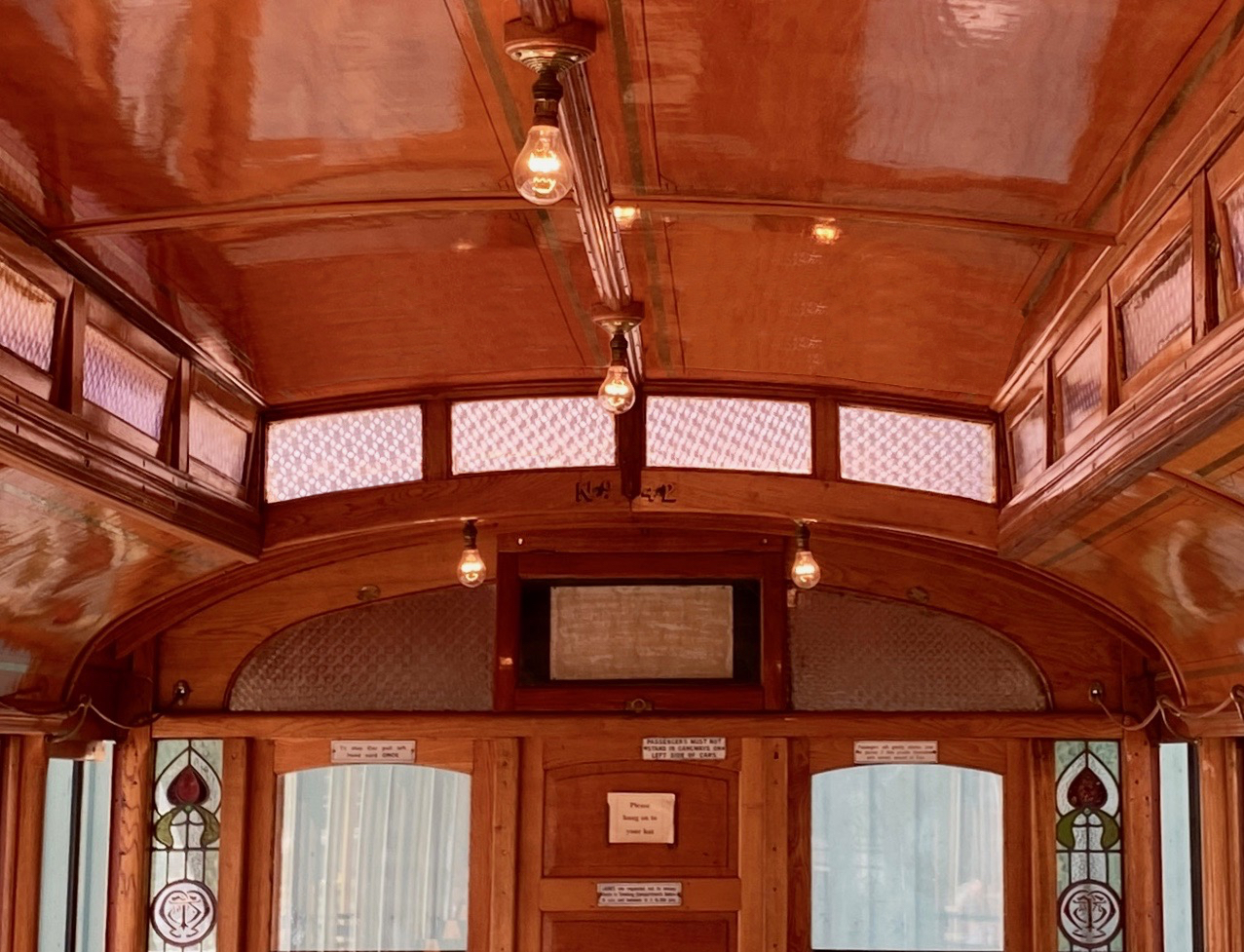